# Рассел Дламіні
Рассел Ммемо Дламіні (сваті Rusell Mmemo Dlamini) — есватінський політик, що з 4 листопада 2023 займає пост прем'єр-міністра Есватіні.

## Біографія
Дламіні здобув освітній ступінь бакалавра сільськогосподарських наук в університеті Есватіні, а згодом ступінь магістра планування сталого розвитку й управління в Стелленбоському університеті. У листопаді 2015 року був призначений CEO Національного агентства з управління надзвичайними ситуаціями.
За підсумками загальних виборів 2023 року, король Мсваті III вирішив призначити Дламіні прем'єр-міністром.